# Egon Krulisz
Egon Kazimierz Franciszek Krulisz (ur. 7 kwietnia 1895 w Syrocicach, Austro-Węgry, zm. 19 kwietnia 1936 w Warszawie) – inżynier elektryk, radiotechnik, podpułkownik łączności Wojska Polskiego.

## Życiorys
Był synem Franciszka, kapitana cesarskiej i królewskiej Armii, i Adeli z Łateckich. Krótko po ukończeniu szkoły średniej został powołany do cesarsko-królewskiej Obrony Krajowej w związku z wybuchem I wojny światowej. Jego oddział macierzystym był 19 Pułk Piechoty Obrony Krajowej, w 1917 przemianowany na Pułk Strzelców Nr 19. Na stopień chorążego rezerwy został mianowany ze starszeństwem z 1 lipca 1917. W 1918 dosłużył się stopnia podporucznika. 
W listopadzie tego roku wstąpił do Wojska Polskiego. Był uczestnikiem wojny polsko-ukraińskiej, wziął udział w walkach o Lwów i Przemyśl, był dwukrotnie ranny. W 1919, w randze porucznika, był wykładowcą na kursach dla przyszłych oficerów Wojsk Łączności, a rok później, jako szef łączności 11 Dywizji Piechoty, uczestniczył w Bitwie Warszawskiej. We wrześniu 1920 został awansowany na kapitana.
Po wojnie z bolszewikami skierowany został na studia na Politechnice Lwowskiej, które ukończył w 1922 z dyplomem inżyniera elektryka. Przeniesiony do rezerwy z równoczesnym pozostawieniem w służbie czynnej. Przydzielony do Centralnych Zakładów Wojsk Łączności w Warszawie, a po ich przeformowaniu do Biura Badań Inżynieryjnych. Jednocześnie pozostawał na ewidencji 1 pułku łączności, a następnie Pułku Radiotelegraficznego. Później był wykładowcą w Szkole Podchorążych Inżynierii w Warszawie oraz kierownikiem laboratorium radiotechnicznego w Wojskowym Instytucie Badań Inżynierii. Od sierpnia 1935 kierował wydziałem wojskowym w Państwowym Instytucie Telekomunikacyjnym.
Działał także w środowisku naukowym i technicznym poza wojskiem. Był aktywnym członkiem Stowarzyszenia Radiotechników Polskich, przekształconego w 1929 w Sekcję Radiotechniczną Stowarzyszenia Elektryków Polskich (m.in. wiceprezesem i prezesem) oraz redaktorem „Przeglądu Radiotechnicznego” (1924–1928). Uczestniczył w pracach Polskiego Komitetu Elektrotechnicznego, Centralnej Komisji Normalizacji Elektrotechnicznej, Towarzystwa Wojskowo-Technicznego, Stowarzyszenia Teletechników Polskich. W 1926 został prezesem Polskiego Klubu Radionadawców w Warszawie, a w 1933 prezesem okręgu warszawskiego Polskiego Związku Krótkofalowców. W 1939, pośmiertnie, nadano mu tytuł honorowego członka Stowarzyszenia Elektryków Polskich.
Prowadził działalność dydaktyczną. Wykładał radiotechnikę w Wyższej Szkole Budowy Maszyn i Elektrotechniki im. H. Wawelberga i S. Rotwanda w Warszawie. Opracował kilka skryptów i wiele artykułów naukowych i popularyzatorskich (na łamach „Przeglądu Radiotechnicznego”, „Wiadomości i Prac Instytutu Radiotechnicznego”, „Przeglądu Elektrotechnicznego”, „Przeglądu Wojskowo-Technicznego”, „Przewodnika po I Ogólnokrajowej Wystawie Radiowej” 1926). Najważniejszym dziełem Krulisza był zaplanowany na wiele tomów wykład akademicki teorii radiotechniki Zasady radiotechniki; ukazały się dwa tomy – Podstawy teoretyczne (1932) i Lampy elektronowe (1937). Inżynier Krulisz opracował ponadto m.in. poradinik dla radioamatorów (1927), Radiotechnika (1928), Części konstrukcji radiotechnicznych (1928). Był delegatem Polski na wielu międzynarodowych konferencjach technicznych.
Razem ze Stefanem Jasińskim uzyskał patent polski na „urządzenie do kontroli i korekcji nastawienia częstotliwości radiostacji o ciągłym zakresie fal” (1935). Wynalazek ten znalazł szerokie zastosowanie w wojsku.
Zmarł 19 kwietnia 1936 w Warszawie, po krótkiej chorobie i został pochowany na Cmentarzu Wojskowym na Powązkach (kwatera A11-5-1).
Był żonaty z Anną Henryką z Lisowskich, miał troje dzieci (synów Jerzego i Macieja oraz córkę Zuzannę).

## Awanse
- podporucznik - 1918
- porucznik - 1918
- kapitan - 1919, zweryfikowany 3 maja 1922 ze starszeństwem z dniem 1 czerwca 1919 w korpusie oficerów łączności
- major - 1 grudnia 1924 ze starszeństwem z dniem 15 sierpnia 1924
- podpułkownik - ze starszeństwem z dniem 1 stycznia 1936

## Ordery i odznaczenia
- Krzyż Kawalerski Orderu Odrodzenia Polski (10 listopada 1933)[8]
- Złoty Krzyż Zasługi (pośmiertnie, 22 kwietnia 1936)[9]
- Medal Pamiątkowy za Wojnę 1918-1921 „Polska Swemu Obrońcy”[5]
- Medal Dziesięciolecia Odzyskanej Niepodległości[5]
- Odznaka „Znak Pancerny” nr 503